# Виржиния, Жуан
Жуа́н Мануэ́л Не́веш Виржи́ния (порт. João Manuel Neves Virginia; род. 10 октября 1999, Фару, Фару) — португальский футболист, выступающий на позиции вратаря. Игрок клуба «Спортинг».

## Клубная карьера
Виржиния — воспитанник лиссабонской «Бенфики». В 2015 году его заметили скауты лондонского «Арсенала» и пригласили в команду.
Летом 2018 года Виржиния перешёл в «Эвертон». Сумма трансфера составила 1 млн евро. Через год для получения игровой практики Жуан на правах аренды перешёл в «Рединг». 3 августа 2019 года в матче против «Шеффилд Уэнсдей» он дебютировал в Чемпионшипе. В январе 2020 года вернулся в «Эвертон».
16 сентября 2020 года дебютировал в основном составе «Эвертона» в матче Кубка лиги против «Солфорд Сити» и оставил свои ворота в неприкосновенности (3:0). 13 марта 2021 года состоялся дебют Виржинии в АПЛ: португалец в конце первого тайма вышел на замену получившему травму Джордану Пикфорду в игре с «Бернли». «Эвертон» уступил со счётом 1:2, однако оба гола были пропущены ещё до выхода на поле Виржинии.
24 августа 2021 года на правах годичной аренды перешёл в клуб «Спортинг» из Лиссабона. В сезоне 2021/22 в основном являлся запасным вратарём «Спортинга» и суммарно провёл во всех турнирах восемь матчей, в которых пропустил семь голов. В составе лиссабонской команды стал обладателем Кубка португальской лиги.
В июле 2022 года был на сезон арендован нидерландским клубом «Камбюр». За клуб из Нидерландов принял участие в 18 матчах, в четырёх их которых голов не пропускал.
После возвращения в «Эвертон» в сезонах 2023/24 и 2024/25 оставался запасным вратарём команды, проигрывая конкуренцию Джордану Пикфорду. За эти два года принял участие в пяти матчах Кубка Англии и Кубка английской лиги, в которых пропустил три гола. 17 мая 2025 года «Эвертон» официально подтвердил, что Виржиния покинет клуб после завершения сезона 2024/25.
25 июля 2025 года подписал контракт на 3 года с португальским клубом «Спортинг»

## Карьера в сборной
В 2016 году в составе юношской сборной Португалии Виржиния завоевал золотые медали юношеского чемпионата Европы в Азербайджане. На турнире он был вторым вратарем, и ни разу не вышел на поле.
В 2018 году в юношеской сборной Португалии Виржиния стал победетелем юношеского чемпионата Европы в Финляндии. На турнире он сыграл в матчах против команд Украины и Италии.

## Статистика выступлений

### Клубная
| Выступление           | Выступление      | Выступление      | Лига | Лига | Кубок | Кубок | Кубок лиги | Кубок лиги | Еврокубки | Еврокубки | Итого | Итого |
| Клуб                  | Лига             | Сезон            | Игры | Голы | Игры  | Голы  | Игры       | Голы       | Игры      | Голы      | Игры  | Голы  |
| --------------------- | ---------------- | ---------------- | ---- | ---- | ----- | ----- | ---------- | ---------- | --------- | --------- | ----- | ----- |
| Эвертон               | Премьер-лига     | 2019/20          | 0    | 0    | 0     | 0     | 0          | 0          | 0         | 0         | 0     | 0     |
| Эвертон               | Премьер-лига     | 2020/21          | 1    | 0    | 1     | −2    | 1          | 0          | 0         | 0         | 3     | -2    |
| Эвертон               | Премьер-лига     | 2023/24          | 0    | 0    | 3     | −2    | 0          | 0          | 0         | 0         | 3     | -2    |
| Эвертон               | Премьер-лига     | 2024/25          | 0    | 0    | 1     | 0     | 1          | −1         | 0         | 0         | 2     | -1    |
| Эвертон               | Итого            | Итого            | 1    | 0    | 5     | −4    | 2          | −1         | 0         | 0         | 8     | -5    |
| → Рединг              | Чемпионшип       | 2019/20          | 2    | −5   | 0     | 0     | 1          | −1         | 0         | 0         | 3     | -6    |
| → Рединг              | Итого            | Итого            | 2    | −5   | 0     | 0     | 1          | −1         | 0         | 0         | 3     | -6    |
| → Спортинг (Лиссабон) | Примейра-лига    | 2021/22          | 1    | 0    | 4     | −2    | 2          | −1         | 1         | −4        | 8     | -7    |
| → Спортинг (Лиссабон) | Итого            | Итого            | 1    | 0    | 4     | −2    | 2          | −1         | 1         | −4        | 8     | -7    |
| → Камбюр              | Эредивизи        | 2022/23          | 17   | −28  | 1     | −1    | 0          | 0          | 0         | 0         | 18    | -29   |
| → Камбюр              | Итого            | Итого            | 17   | −28  | 1     | −1    | 0          | 0          | 0         | 0         | 18    | -29   |
| Спортинг (Лиссабон)   | Примейра-лига    | 2025/26          | 0    | 0    | 0     | 0     | 0          | 0          | 0         | 0         | 0     | 0     |
| Спортинг (Лиссабон)   | Итого            | Итого            | 0    | 0    | 0     | 0     | 0          | 0          | 0         | 0         | 0     | 0     |
| Всего за карьеру      | Всего за карьеру | Всего за карьеру | 21   | −33  | 10    | −7    | 5          | −3         | 1         | −4        | 37    | -47   |

## Достижения

### Командные
Сборная Португалии (до 17 лет)
- Чемпион Европы среди игроков до 17 лет: 2016

Сборная Португалии (до 19 лет)
- Чемпион Европы среди игроков до 19 лет: 2018

«Спортинг» Лиссабон
- Обладатель Кубка португальской лиги: 2021/22